# Cameron Payne
Pour les articles homonymes, voir Payne.
Cameron Payne, né le 8 août 1994 à Memphis dans le Tennessee, est un joueur américain de basket-ball. Il mesure 1,85 m et évolue au poste de meneur.
Lors de la draft 2015 de la NBA, Cameron Payne est choisi par le Thunder d'Oklahoma City à la 14e position.

## Biographie

### Carrière universitaire
Entre 2013 et 2015, il joue pour les Racers de Murray State à l'université d'État de Murray.
Le 6 avril 2015, il annonce sa candidature à la draft 2015 de la NBA

### Carrière professionnelle

#### Thunder d'Oklahoma City (2015-fév. 2017)
Le 25 juin 2015, il est sélectionné à la 14e position de la draft 2015 de la NBA par le Thunder d'Oklahoma City.

#### Bulls de Chicago (fév. 2017-jan. 2019)
Le 23 février 2017, il est transféré aux Bulls de Chicago, avec Joffrey Lauvergne, Anthony Morrow et une somme d'argent en échange de Taj Gibson, Doug McDermott et un second tour de draft 2018 de la NBA.
Entre le 20 et le 29 mars 2017, il est envoyé plusieurs fois chez les Bulls de Windy City, l'équipe de G-League affiliée aux Bulls de Chicago.

#### Cavaliers de Cleveland (jan. 2019)
Le 6 janvier 2019, il signe un contrat de dix jours avec les Cavaliers de Cleveland. Le 16 janvier 2019, il signe un second contrat de dix jours. Le 26 janvier 2019, il est laissé libre par les Cavaliers.

#### Raptors de Toronto (juin - octobre 2019)
Le 25 juillet 2019, il signe un contrat avec les Raptors de Toronto.
Le 19 octobre 2019, il est libéré par les Raptors.

#### Suns de Phoenix (2020-2023)
Le 30 juin 2020, il signe un contrat avec les Suns de Phoenix.
Agent libre à l'été 2021, Cameron Payne re-signe avec les Suns pour un contrat de 19 millions de dollars sur trois ans.
En juillet 2023, il est transféré vers les Spurs de San Antonio. Il est coupé en septembre.

#### Bucks de Milwaukee (2023-février 2024)
En octobre 2023, il signe pour une saison avec les Bucks de Milwaukee.

#### 76ers de Philadelphie (février-juin 2024)
En février 2024, il est transféré aux 76ers de Philadelphie contre Patrick Beverley.

#### Knicks de New York (depuis juillet 2024)
En juillet 2024, il signe aux Knicks de New York pour un montant de 3,1 millions de dollars[réf. souhaitée].

## Clubs successifs
- 2015-2017 :  Thunder d'Oklahoma City (NBA)
- 2017-2019 :  Bulls de Chicago (NBA)
- 2019-2019 :  Cavaliers de Cleveland (NBA)
- 2020-2023 :  Suns de Phoenix (NBA)
- 2023-février 2024 :  Bucks de Milwaukee (NBA)
- février-juin 2024 :  76ers de Philadelphie (NBA)
- depuis juillet 2024 :  Knicks de New York (NBA)

## Palmarès
- OVC Player of the Year (2015)
- Lute Olson Award (2015)
- 2× First-team All-OVC (2014, 2015)
- OVC Freshman of the Year (2014)

## Statistiques

### Universitaires
Les statistiques de Cameron Payne en matchs universitaires sont les suivantes :
| Saison    | Équipe       | Matchs | Titul. | Min./m | % Tir | % 3pts | % LF | Rbds/m. | Pass/m. | Int/m. | Ctr/m. | Pts/m. |
| --------- | ------------ | ------ | ------ | ------ | ----- | ------ | ---- | ------- | ------- | ------ | ------ | ------ |
| 2013-2014 | Murray State | 34     | 34     | 32,6   | 40,4  | 34,1   | 77,4 | 3,62    | 5,44    | 1,68   | 0,59   | 16,82  |
| 2014-2015 | Murray State | 35     | 34     | 32,2   | 45,6  | 37,7   | 78,7 | 3,69    | 5,97    | 1,94   | 0,49   | 20,20  |
| Carrière  | Carrière     | 69     | 68     | 32,4   | 43,2  | 35,9   | 78,1 | 3,65    | 5,71    | 1,81   | 0,54   | 18,54  |

### Professionnelles

#### Saison régulière
| Saison    | Équipe        | Matchs | Titul. | Min./m | % Tir | % 3pts | % LF  | Rbds/m. | Pass/m. | Int/m. | Ctr/m. | Pts/m. |
| --------- | ------------- | ------ | ------ | ------ | ----- | ------ | ----- | ------- | ------- | ------ | ------ | ------ |
| 2015-2016 | Oklahoma City | 57     | 1      | 12,2   | 41,0  | 32,4   | 79,2  | 1,49    | 1,89    | 0,63   | 0,11   | 4,96   |
| 2016-2017 | Oklahoma City | 20     | 0      | 16,0   | 33,1  | 30,8   | 100,0 | 1,55    | 2,00    | 0,50   | 0,20   | 5,30   |
| 2016-2017 | Chicago       | 11     | 0      | 12,9   | 33,3  | 32,4   | 25,0  | 1,55    | 1,36    | 0,36   | 0,00   | 4,91   |
| 2017-2018 | Chicago       | 25     | 14     | 23,3   | 40,5  | 38,5   | 75,0  | 2,76    | 4,52    | 1,04   | 0,36   | 8,84   |
| 2018-2019 | Chicago       | 31     | 12     | 17,3   | 41,1  | 27,1   | 88,0  | 1,71    | 2,68    | 0,65   | 0,19   | 5,68   |
| 2018-2019 | Cleveland     | 9      | 1      | 19,6   | 49,1  | 36,0   | 68,8  | 2,11    | 2,56    | 0,89   | 0,33   | 8,22   |
| 2019-2020 | Phoenix       | 8      | 0      | 22,9   | 48,5  | 51,7   | 85,7  | 3,88    | 3,00    | 1,00   | 0,25   | 10,88  |
| 2020-2021 | Phoenix       | 60     | 1      | 18,0   | 48,4  | 44,0   | 89,3  | 2,40    | 3,62    | 0,60   | 0,27   | 8,42   |
| 2021-2022 | Phoenix       | 58     | 12     | 22,0   | 40,9  | 33,6   | 84,3  | 3,00    | 4,90    | 0,70   | 0,30   | 10,80  |
| 2022-2023 | Phoenix       | 48     | 15     | 20,2   | 41,5  | 36,8   | 76,6  | 2,20    | 4,50    | 0,70   | 0,20   | 10,30  |
| Carrière  | Carrière      | 327    | 56     | 18,2   | 42,0  | 36,3   | 81,6  | 2,20    | 3,40    | 0,70   | 0,20   | 8,00   |

Mise à jour le 16 juillet 2023

#### Playoffs
| Saison   | Équipe        | Matchs | Titul. | Min./m | % Tir | % 3pts | % LF | Rbds/m. | Pass/m. | Int/m. | Ctr/m. | Pts/m. |
| -------- | ------------- | ------ | ------ | ------ | ----- | ------ | ---- | ------- | ------- | ------ | ------ | ------ |
| 2016     | Oklahoma City | 10     | 0      | 6,4    | 26,9  | 20,0   | 50,0 | 0,40    | 0,80    | 0,20   | 0,20   | 1,80   |
| 2017     | Chicago       | 1      | 0      | 4,2    | 50,0  | 100,0  | 0,0  | 1,00    | 0,00    | 0,00   | 0,00   | 3,00   |
| 2021     | Phoenix       | 22     | 2      | 19,0   | 42,5  | 36,2   | 88,9 | 2,50    | 3,18    | 0,77   | 0,50   | 9,32   |
| 2022     | Phoenix       | 13     | 0      | 13,2   | 29,7  | 16,7   | 83,3 | 1,50    | 2,10    | 0,50   | 0,10   | 4,20   |
| 2023     | Phoenix       | 7      | 4      | 21,8   | 47,9  | 40,7   | 0,0  | 2,00    | 2,90    | 0,40   | 0,30   | 8,10   |
| Carrière | Carrière      | 53     | 6      | 15,3   | 39,4  | 32,1   | 74,2 | 1,80    | 2,40    | 0,50   | 0,30   | 6,40   |

## Records sur une rencontre en NBA
Les records personnels de Cameron Payne en NBA sont les suivants, :
| Type de statistique        | Saison régulière | Saison régulière          | Saison régulière | Playoffs | Playoffs                | Playoffs     |
| Type de statistique        | Record           | Adversaire                | Date             | Record   | Adversaire              | Date         |
| -------------------------- | ---------------- | ------------------------- | ---------------- | -------- | ----------------------- | ------------ |
| Points                     | 24               | 3 fois                    | 3 fois           | 29       | Clippers de Los Angeles | 22 juin 2021 |
| Paniers marqués            | 9                | 4 fois                    | 4 fois           | 12       | Clippers de Los Angeles | 22 juin 2021 |
| Paniers tentés             | 20               | @ Spurs de San Antonio    | 12 avril 2016    | 24       | Clippers de Los Angeles | 22 juin 2021 |
| Paniers à 3 points réussis | 7                | Hornets de Charlotte      | 24 octobre 2018  | 3        | 2 fois                  | 2 fois       |
| Paniers à 3 points tentés  | 11               | Hornets de Charlotte      | 24 octobre 2018  | 8        | Clippers de Los Angeles | 22 juin 2021 |
| Lancers francs réussis     | 6                | @ Spurs de San Antonio    | 22 novembre 2021 | 4        | 2 fois                  | 2 fois       |
| Lancers francs tentés      | 7                | 2 fois                    | 2 fois           | 4        | 3 fois                  | 3 fois       |
| Rebonds offensifs          | 3                | 3 fois                    | 3 fois           | 2        | 2 fois                  | 2 fois       |
| Rebonds défensifs          | 7                | 2 fois                    | 2 fois           | 4        | 3 fois                  | 3 fois       |
| Rebonds totaux             | 10               | @ Thunder d'Oklahoma City | 2 avril 2024     | 4        | 6 fois                  | 6 fois       |
| Passes décisives           | 16               | Knicks de New York        | 4 mars 2022      | 9        | 2 fois                  | 2 fois       |
| Interceptions              | 4                | 2 fois                    | 2 fois           | 4        | @ Lakers de Los Angeles | 27 mai 2021  |
| Contres                    | 2                | 3 fois                    | 3 fois           | 3        | @ Lakers de Los Angeles | 3 juin 2021  |
| Balles perdues             | 6                | @ Spurs de San Antonio    | 12 avril 2016    | 4        | @ Lakers de Los Angeles | 27 mai 2021  |
| Minutes jouées             | 41               | @ Knicks de New York      | 5 novembre 2018  | 37       | Clippers de Los Angeles | 22 juin 2021 |

- Double-double : 9
- Triple-double : 0

Dernière mise à jour : 2 avril 2024